# Idiostatus aequalis
Idiostatus aequalis är en insektsart som först beskrevs av Scudder, S.H. 1899.  Idiostatus aequalis ingår i släktet Idiostatus och familjen vårtbitare. Inga underarter finns listade i Catalogue of Life.